# Zorita de los Molinos
Zorita de los Molinos es una localidad española del municipio de Mingorría, perteneciente a la provincia de Ávila, en la comunidad autónoma de Castilla y León.

## Toponimia
Su nombre se justificaría bien por la llegada de población proveniente del norte de la península ibérica tras la Reconquista siendo así que de la palabra vasca "zuri", que significa blanco, haya evolucionado con la influencia del castellano hasta convertirse en Zorita. Mientras el resto vendría motivado por los innumerables molinos que poblaron su ribera y de los que hoy tan sólo uno se mantiene en funcionamiento, y dos más se mantienen en perfecto estado de conservación.

## Geografía
Por su término transcurren las aguas del río Adaja. El paisaje cambiante, al final de la sierra y en los inicios de la Moraña, animado por el curso del río, caracteriza al lugar de una singular belleza.[cita requerida] Está ubicada en la comarca de la Alta Moraña.

## Historia
Actualmente cuenta con poco más de una docena de habitantes censados, aunque los fines de semana y las vacaciones veraniegas incrementan dicha cifra. Desde 1847 hasta 1978 era una pedanía del municipio de Mingorría.
A mediados del siglo XIX, el lugar contaba con una población censada de 34 habitantes. La localidad aparece descrita en el decimosexto volumen del Diccionario geográfico-estadístico-histórico de España y sus posesiones de Ultramar de Pascual Madoz de la siguiente manera:

ZORITA DE LOS MOLINOS: l. con ayunt. de la prov., part. jud. y dióc. de Avila (2 1/2 leg.), aud. terr. de Madrid (18), c. g. de Castilla la Vieja (Valladolid 19). sit. en las inmediaciones del r. Adaja, cerca de las cord. de las sierras de Avila; reinan todos los vientos y su clima es frio. Tiene 19 casas de inferior construccion, y una igl. parr. (San Miguel) con curato de entrada y de provision ordinaria; en los afueras la ermita de la Sta. Vera-Cruz , sostenida por los hermanos de la cofradía de este nombre. Confina el térm. N. El Oso; E. Eotarrenduray, Gallegos de San Vicente; S. Peñalba , y O. Berlanas. Comprende 1,600 fan., 1,400 de tierras cultivadas y 200 de incultas, y algun viñedo. El terreno es de mediana calidad. caminos: de herradura y vecinales: el correo se recibe en la cab. del part. por los mismos interesados. prod.: trigo, cebada, centeno, algarrobas, vino y pastos; mantiene ganado lanar; cria caza menor. pobl.: 10 vec., 34 alm. cap. prod.: 340,650 rs. imp.: 13,626. ind.: 4,800. contr.: 3,317 rs., 31 mrs.
(Madoz, 1850, p. 671)

En 1847 pierde su independencia siendo absorbido por el municipio colindante de Mingorría, este proceso culmina cuando desaparece la figura del alcalde pedáneo con la Constitución democrática de 1978. En 2002 desaparece la parroquia San Miguel Arcángel, cuyo templo pertenecerá a partir de entonces a la parroquia de San Pedro, de la villa de Mingorría.

## Patrimonio

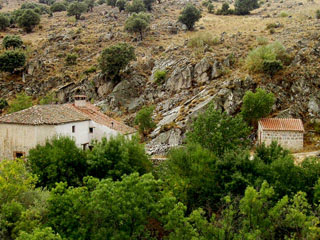
Molino Nuevo o de Los Policas junto al río Adaja

- Iglesia de San Miguel Arcángel. De dos naves, ábside de época románica, contiene un fresco gótico con la imagen de San Miguel Arcángel.
- Santísimo Cristo de la Agonía. En ella se venera a Cristo crucificado, fiesta que se celebra en la conocida como Cruz de Mayo.
- Puente medieval. Uniría la población con otro poblamiento visigodo hoy desaparecido por una explotación minera.
- Puentes de época romana.[cita requerida] Existen diversos puentes con forma romboide compuesto de argamasa a lo largo del curso del Adaja.
- Molinos harineros. Molino "Nuevo" o de "Los Policas", Molino "Hernán Pérez", Molino "del Puente", Molino "del Cubo", Molino "del Piar", Molino "del Vego".